# Parker (film)
Parker è un film del 2013 diretto da Taylor Hackford, con protagonisti Jason Statham, Jennifer Lopez, Michael Chiklis e Nick Nolte.
Il film è tratto dal romanzo del 2000 Flashfire: fuoco a volontà, scritto da Donald E. Westlake.

## Trama
Parker è un ladro specializzato in furti apparentemente impossibili, audace, meticoloso e spietato, ma con un ferreo codice morale che gli impedisce di derubare la povera gente e procurare danno fisico a persone innocenti. Accetta però di partecipare a una rapina con una banda di criminali capeggiata da Melander con l'obiettivo di sottrarre gli incassi dalla Ohio State Fair, fiera locale che raccoglie milioni di dollari. Nonostante un imprevisto il colpo riesce, ma durante la fuga in auto Parker  rifiuta la proposta di unirsi alla banda per il loro successivo colpo. Non disposti ad accettare il suo rifiuto e a cedergli la parte di bottino che gli spetta, i criminali aggrediscono Parker e gli sparano, lasciandolo apparentemente morto sul ciglio di una strada deserta.
Parker tuttavia riesce a sopravvivere all'aggressione e viene trovato sulla riva di un fiume da una famiglia di braccianti agricoli che lo soccorre e lo porta in ospedale, salvandogli la vita. Dopo aver ricevuto le opportune cure, però, Parker si trova costretto a fuggire rocambolescamente per evitare di essere interrogato dalle forze dell'ordine allertate dal personale medico. Dopo essere scappato dall'ospedale dove è stato ricoverato, Parker si mette in contatto con Hurley, il padre della sua ragazza, colui che gli passa i lavori, dicendogli di volersi vendicare contro gli uomini che lo hanno tradito sottraendogli la sua parte di bottino e riducendolo in fin di vita, con i quali lo stesso Hurley lo aveva messo in contatto.
Parker si mette quindi sulle tracce della banda fino a giungere alla sfarzosa Palm Beach. Fingendosi un ricco texano alla ricerca di una casa, incontra Leslie, un’agente immobiliare dotata di una conoscenza enciclopedica della zona, che si trova a corto di denaro. Con il suo aiuto, scopre il piano della banda di rubare più di 50 milioni di dollari in diamanti durante un'asta. Leslie aiuta Parker, inizialmente senza sapere chi realmente sia, ad elaborare uno stratagemma per beffare la banda e portare a compimento la sua vendetta. Dopo la rapina, andata a buon fine, Parker uccide i componenti della banda e divide i proventi della vendita dei diamanti con Leslie e con la famiglia di braccianti agricoli che l'ha aiutato.

## Produzione
Il personaggio di Parker, protagonista della saga letteraria di oltre venti libri scritta da Donald E. Westlake, è stato portato sul grande schermo anche da Lee Marvin in Senza un attimo di tregua del 1967 e da Mel Gibson in Payback - La rivincita di Porter del 1999, entrambi i film tratti dal primo romanzo della serie letteraria. Nei due precedenti film non venne mai usato il nome Parker per i protagonisti perché lo scrittore della serie Donald E. Westlake non autorizzò mai l'uso del nome originale; Westlake muore nel dicembre 2008 e così in questo film viene usato per la prima volta il vero nome del protagonista.

### Budget
Il budget del film è di 30 milioni di dollari.

### Riprese
Le riprese del film sono iniziate il 1º agosto e sono terminate il 30 settembre 2011.

### Location
Le riprese si sono svolte negli Stati Uniti d'America, negli stati dell'Ohio, Florida e Louisiana, tra le città di Columbus, New Orleans e West Palm Beach.

## Distribuzione
Il primo trailer viene pubblicato il 3 ottobre 2012.
La pellicola viene distribuita nelle sale cinematografiche statunitensi a partire dal 25 gennaio 2013, mentre in Italia è uscito l'8 maggio 2014. Nel mondo il film ha incassato quasi 47 milioni di dollari.